# Raf Vallone
Raffaele Vallone (ur. 17 lutego 1916 w Tropei, zm. 31 października 2002 w Rzymie) – włoski aktor filmowy, wcześniej dziennikarz i piłkarz.

## Życiorys
Urodził się w 1916 w miejscowości Tropea, położonej w Kalabrii. Jego ojciec był z zawodu prawnikiem. Młody Raffaele studiował prawo i filozofię na Uniwersytecie w Turynie, podjął również pracę w kancelarii prawniczej swojego ojca. W latach 30. zajmował się profesjonalnie piłką nożną. Jego drużyna zdobyła Coppa Italia w sezonie 1935/1936.
Następnie Vallone pracował jako redaktor naczelny działu kulturalnego dziennika „L’Unità”, która wkrótce stała się oficjalną gazetą Włoskiej Partii Komunistycznej. Pisywał również recenzje filmowe i teatralne do turyńskiego dziennika „La Stampa”. Podczas II wojny światowej służył w komunistycznym ruchu oporu.
Po raz pierwszy pojawił się na ekranie jako marynarz w filmie Noi vivi (1942), ale sławę zyskał dzięki roli żołnierza rywalizującego o względy Silvany Mangano w cieszącym się olbrzymim powodzeniem filmie Gorzki ryż (1949) Giuseppe De Santisa. Zagrał również w kolejnych neorealistycznych filmach tego reżysera: Nie ma pokoju pod oliwkami (1950) i Rzym, godzina 11 (1952).
Od 1952 aż do śmierci był mężem aktorki Eleny Varzi, z którą miał troje dzieci. Dwoje z nich, Eleonora i Saverio Vallone, poszło w ślady ojca i zajmuje się aktorstwem.
W 2001 Vallone wydał swoją autobiografię pt. L'alfabeto della memoria (Alfabet pamięci). Zmarł w Rzymie 31 października 2002 w wieku 86 lat.

## Wybrana filmografia
- 1942: Noi vivi
- 1949: Gorzki ryż (Riso amaro)

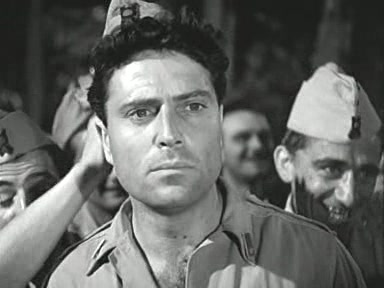
Vallone w filmie Gorzki ryż (1949) Giuseppe De Santisa

- 1950: Nie ma pokoju pod oliwkami (Non c'è pace tra gli ulivi)
- 1950: Droga nadziei (Il cammino della speranza)
- 1951: Anna
- 1952: Rzym, godzina 11 (Roma ore 11)
- 1952: Przygody Mandrina (Le avventure di Mandrin)
- 1952: Czerwone koszule (Camicie rosse)
- 1953: Teresa Raquin (Thérèse Raquin)
- 1954: Elżbieta, Joanna, Lizystrata (Destinées)
- 1954: Na plaży (La spiaggia)
- 1954: Opętanie (Obsession)
- 1955: Pod znakiem Wenus (Il segno di Venere)
- 1957: Guendalina
- 1958: Zemsta (La venganza)
- 1960: Matka i córka (La ciociara)
- 1960: Garsoniera (La garçonnière)
- 1961: Cyd (El Cid)
- 1962: Widok z mostu (Vu du pont)
- 1962: Fedra (Phaedra)
- 1963: Kardynał (The Cardinal)
- 1966: Nevada Smith
- 1969: Włoska robota (The Italian Job)
- 1970: List na Kreml (The Kremlin Letter)
- 1971: Pojedynek rewolwerowców (The Gunfight)
- 1975: Różyczka (Rosebud)
- 1975: Czynnik ludzki (The Human Factor)
- 1977: Druga strona północy (The Other Side of Midnight)
- 1978: Grecki magnat (The Greek Tycoon)
- 1979: Romans niemal doskonały (An Almost Perfect Affair)
- 1980: Lew pustyni (Lion of the Desert)
- 1981: Sezon pokoju w Paryżu (Sezona mira u Parizu)
- 1982: Czas umierania (A Time to Die)
- 1983: Purpura i czerń (The Scarlet and the Black)
- 1985: Krzysztof Kolumb (Christopher Columbus)
- 1985: Paradygmat, czyli potęga zła
- 1990: Ojciec chrzestny III (The Godfather: Part III) jako Kardynał Lamberto
- 1992: Pierwszy krąg (The First Circle)
- 2000: Vino santo